# ويليام أرنولد أنتوني
ويليام أرنولد أنتوني (بالإنجليزية: William Arnold Anthony)‏ هو فيزيائي أمريكي، ولد في 17 نوفمبر 1835 في كوفنتري في الولايات المتحدة، وتوفي في 29 مايو 1908.

## وصلات خارجية
- ويليام أرنولد أنتوني على موقع الموسوعة البريطانية (الإنجليزية)